# Molkin
Molkin (russisch Молькин, wiss. Transliteration Mol'kin) ist eine ländliche Siedlung (Chutor) im Verwaltungsbezirk der Stadt Gorjatschi Kljutsch in der Region Krasnodar, die wiederum im Westen Russlands liegt.
Im Jahr 2010 wurden dort 3303 ständige Einwohner gezählt.
Die Autobahn M4 Don führt durch das Ortsgebiet, der Bahnhof Molkino der Region Krasnodar der Nordkaukasus-Eisenbahn befindet sich ebenfalls dort.
Hier soll sich auch das Hauptquartier des privaten Militärunternehmens Wagner befinden.

## Militär- und Übungsgelände "Molkino"
Dieser große Truppenübungsplatz, der relativ nahe am Asowschen und Schwarzen Meer liegt und auch als "Molkino-Polygon" (oder Mol'kino) bezeichnet wird, befindet sich auf einem Gelände, das dem russischen Verteidigungsministerium gehört und an einen GRU-Stützpunkt angrenzt, westlich des Dorfes Molkin. Es ist bekannt, dass dieses Gelände für die Vorbereitung bestimmter Angehöriger der russischen Armee und von Aktivisten der Volksrepublik Donezk, insbesondere für den Krieg gegen die Ukraine, genutzt wird.
In jüngerer Zeit wurde bekannt, dass dieser Ort auch als Ausbildungsstätte für das private Militärunternehmen Wagner dient, einer privaten Militärfirma (PMC), die angeblich unabhängig von der russischen Macht ist, aber von einer wachsenden Zahl von Beobachtern als neues Werkzeug der modernen geopolitischen Strategie Russlands angesehen wird.
In der Region Krasnodar im russischen Nordkaukasus befindet sich in der Nähe auch eine spezielle Kapelle für Wagner-Kämpfer. Der Friedhof ist nicht weit von Molkin entfernt. Die spezielle Kapelle für Wagner-Kämpfer befindet sich hinter einem hohen Zaun.